# 東広島呉自動車道
東広島呉自動車道（ひがしひろしまくれじどうしゃどう、英語: HIGASHIHIROSHIMA KURE EXPWY）は、広島県東広島市（高屋JCT/IC）から広島県呉市（阿賀IC）へ至る高規格幹線道路（国土交通大臣指定に基づく高規格幹線道路（一般国道の自動車専用道路）（B路線）である。国道375号に指定されている。略称は東広島呉道（ひがしひろしまくれどう）。
高速道路ナンバリングによる路線番号は、「E75」が割り振られている。
当初は有料の高規格幹線道路として建設が計画されていたが、後に直轄代行方式によるバイパスとして整備される事になったため全線無料で通行できる。自動車専用道路であるため、 125 cc以下の自動二輪車・原動機付自転車などは通行不可。

## 概要
東広島市と呉市を結ぶ国道375号の激しい交通渋滞の緩和と呉・東広島・竹原周辺地域から山陽自動車道へのアクセス強化を目的に計画された。着工前には呉市役所から山陽道までは約90分かかっていたが2012年（平成24年）4月1日に阿賀IC - 黒瀬ICが開通したことで約50分となり40分短縮された。
なお、当路線は広島県呉市を起点として三次市を経て島根県大田市へ至る国道375号の自動車専用道路であるが、当路線そのものは東広島市を起点とし呉市を終点とする道路として指定されている。

### 路線データ
- 起点 : 広島県東広島市高屋町溝口[3]
- 終点 : 広島県呉市阿賀中央5丁目
- 延長 : 32.8 km
- 規格 : 第1種第3級（自動車専用道路）
- 道路幅員
  - 一般部 : 20.5 m
  - トンネル部 : 18.0 m
  - 橋梁部 : 19.5 m
- 車線数 : 全線暫定2車線で一部追越車線あり（完成4車線）
- 車線幅員 : 3.5 m
- 設計速度 : 80 km/h
- 制限速度 : 70 km/h
- 全体事業費 : 約1925億円[4]

## インターチェンジなど
- 全区間広島県内に所在。
- IC番号欄の背景色が■である部分については道路が開通済みの区間を示している。また、施設名欄の背景色が■である部分は施設が供用されていない、または完成していない事を示す。
- 英略字は以下の項目を示す。
IC：インターチェンジ、JCT：ジャンクション
- 接続路線名の特記がないものは市道。
- なお、現地でのキロ程表示は、国道375号に合わせて阿賀側から振られている。

| IC 番号 | 施設名       | 接続路線名                             | 起点から (km) | キロポスト (km) | BS | 備考                   | 所在地   |
| ------- | ------------ | -------------------------------------- | ------------- | --------------- | -- | ---------------------- | -------- |
| 25-1 1  | 高屋IC/JCT   | E2 山陽自動車道 東広島高田道路         | 0.0           | 32.8            |    | キロポストは32.5KPまで | 東広島市 |
| 2       | 上三永IC     | 国道2号 県道330号上三永竹原線          | 4.4           | 28.4            |    |                        | 東広島市 |
| 3       | 下三永福本IC | 県道32号安芸津下三永線                 | 8.7           | 24.1            |    |                        | 東広島市 |
| 4       | 馬木IC       | 国道375号（現道） 県道67号馬木八本松線 | 11.7          | 21.1            |    |                        | 東広島市 |
| 4-1     | 大多田IC     | 県道338号吉川大多田線                  | 16.2          | 16.6            |    | 高屋方面出入口         | 東広島市 |
| 5       | 黒瀬IC       | 県道34号矢野安浦線                     | 20.5          | 12.3            |    |                        | 東広島市 |
| 6       | 郷原IC       | 県道66号呉環状線                       | 24.1          | 8.7             |    |                        | 呉市     |
| 7       | 阿賀IC       | 国道185号                              | 32.8          | 0.0             |    |                        | 呉市     |

## 歴史
参考資料
- 東広島・呉自動車道について - 広島県土木建築局道路企画課
- 高規格幹線道路「東広島・呉自動車道」阿賀インターチェンジ立体交差化の整備促進 - 呉市土木建築局道路企画課
- 幹線道路網整備及び関連事業の現況について - 呉市都市部

### 年表
- 1987年（昭和62年）6月30日 : 高規格幹線道路決定。
- 1989年（平成元年）8月8日 : 基本計画決定。
- 1990年（平成2年）11月19日 : 都市計画決定。
- 1991年（平成3年）度 : 高屋JCT - 馬木ICを広島県が事業化。
  - 12月3日 : 高屋JCT - 馬木ICの整備計画決定。
- 1993年（平成5年）度 : 馬木IC - 阿賀ICを広島県が事業化、国直轄へ移行 (全線 32.8 km) および高屋JCT - 馬木ICの用地着手。
  - 7月 : 馬木IC - 阿賀ICの整備計画決定。
  - 7月30日 : 馬木IC - 阿賀ICの整備計画決定。
- 1995年（平成7年）4月 : 高屋JCT - 馬木ICの工事着手。
- 1997年（平成9年） : 郷原IC - 阿賀ICの用地着手。
- 1999年（平成11年） : 高屋JCTの工事着手。山陽自動車道の下を横断する形で計画される。
- 2000年（平成12年）3月 : 郷原IC - 阿賀ICの工事着手。
- 2002年（平成14年） : 馬木IC - 郷原ICの用地着手。
- 2005年（平成17年）2月28日 : 都市計画変更。
- 2007年（平成19年）
  - 9月 : 馬木IC - 郷原IC間工事着手。
  - 11月3日 : 上三永IC - 馬木IC間 (7.3 km) 間（暫定2車線）開通。
- 2010年（平成22年）3月14日 : 高屋JCT - 上三永IC (4.4 km) 間（暫定2車線）開通。
- 2012年（平成24年）4月1日 : 黒瀬IC - 阿賀IC (12.3 km) 間（暫定2車線）開通。
- 2013年（平成25年）6月11日 : 大多田ICの設置を国土交通大臣が許可[5]。
- 2015年（平成27年）3月15日 : 馬木IC - 黒瀬IC (8.8 km) 間（暫定2車線）開通により全線開通[6][7]
- 2016年（平成28年）11月30日 : 馬木IC - 黒瀬IC間に追加設置されるICの名称が「大多田IC」に正式決定[8]。
- 2017年（平成29年）4月9日 : 大多田IC供用開始[9]。
- 2021年（令和3年）
  - 7月10日 : 同日夜間から翌朝の間で阿賀ICを通行止として接続先の先小倉交差点上の橋桁を架設[注 1]。
- 2022年（令和4年）3月19日 : 阿賀ICの交通量の特に多い呉方面へ向かう車線の立体交差化が完成[11][12] 。

## 路線状況

### トンネル
- 溝口田万里トンネル（高屋IC/JCT - 上三永IC）：983 m[13]
- 下三永トンネル（上三永IC - 下三永福本IC）：658 m[13]
- 馬木宗近トンネル（馬木IC - 大多田IC）：286 m
- 金剛山トンネル（大多田IC - 黒瀬IC）：497 m
- 岩山トンネル（黒瀬IC - 郷原IC）：1,172 m[14]
- 郷原トンネル（郷原IC - 阿賀IC）：660 m[13]
- 広石内トンネル（郷原IC - 阿賀IC）：522 m
- 揚山トンネル（郷原IC - 阿賀IC）：1,053 m[15]
- 横路トンネル（郷原IC - 阿賀IC）：1,806 m[15]

#### トンネルの数
暫定2車線の対面通行のため、上下線で1本のトンネルとなっている。
| 区間                    | 上り線 | 下り線 |
| ----------------------- | ------ | ------ |
| 高屋JCT - 上三永IC      | 1      | 1      |
| 上三永IC - 下三永福本IC | 1      | 1      |
| 下三永福本IC - 馬木IC   | 0      | 0      |
| 馬木IC - 大多田IC       | 1      | 1      |
| 大多田IC - 黒瀬IC       | 1      | 1      |
| 黒瀬IC - 郷原IC         | 1      | 1      |
| 郷原IC - 阿賀IC         | 4      | 4      |
| 合計                    | 9      | 9      |

### 交通量
24時間交通量（台） 道路交通センサス
| 区間                    | 平成27（2015）年度 |
| ----------------------- | ------------------ |
| 高屋IC/JCT - 上三永IC   | 09,677             |
| 上三永IC - 下三永福本IC | 09,637             |
| 下三永福本IC - 馬木IC   | 13,025             |
| 馬木IC - 大多田IC       | 13,275             |
| 大多田IC - 黒瀬IC       | 13,275             |
| 黒瀬IC - 郷原IC         | 13,132             |
| 郷原IC - 阿賀IC         | 14,783             |

（出典：「平成27年度全国道路・街路交通情勢調査」（国土交通省ホームページ）より一部データを抜粋して作成）
- 令和2年度に実施予定だった交通量調査は、新型コロナウイルスの影響で延期された[16]。

## 地理

### 通過する自治体
- 広島県
  - 東広島市 - 竹原市 - 東広島市 - 呉市

### 接続する高速道路
- E2 山陽自動車道（高屋IC/JCTで接続）
- 東広島高田道路（高屋IC/JCTで接続）